# Contea di Hardin (Texas)
La contea di Hardin in inglese Hardin County è una contea dello Stato del Texas, negli Stati Uniti. La popolazione al censimento del 2010 era di 54 635 abitanti. Il capoluogo di contea è Kountze. Il nome della contea deriva dalla famiglia di William Hardin, della Contea di Liberty.

## Storia
| Anno | Popolazione | ±%     |
| ---- | ----------- | ------ |
| 1860 | 1,353       |        |
| 1870 | 1,460       | 7.9%   |
| 1880 | 1,870       | 28.1%  |
| 1890 | 3,956       | 111.6% |
| 1900 | 5,049       | 27.6%  |
| 1910 | 12,947      | 156.4% |
| 1920 | 15,983      | 23.4%  |
| 1930 | 13,936      | −12.8% |
| 1940 | 15,875      | 13.9%  |
| 1950 | 19,535      | 23.1%  |
| 1960 | 24,629      | 26.1%  |
| 1970 | 29,996      | 21.8%  |
| 1980 | 40,721      | 35.8%  |
| 1990 | 41,320      | 1.5%   |
| 2000 | 48,073      | 16.3%  |
| 2010 | 54,635      | 13.7%  |

L'attuale Palazzo di Giustizia della contea di Hardin è stato costruito nel 1959. Si tratta almeno del terzo tribunale della contea.

## Geografia fisica
Secondo l'Ufficio del censimento degli Stati Uniti d'America la contea ha un'area totale di 898 miglia quadrate (2330 km²), di cui 891 miglia quadrate (2310 km²) sono terra, mentre 7,0 miglia quadrate (18 km², corrispondenti allo 0,8% del territorio) sono costituiti dall'acqua.

### Strade principali
- U.S. Highway 69
- U.S. Highway 287
- U.S. Highway 96
- State Highway 105
- State Highway 326
- State Highway 327

### Contee adiacenti
- Tyler County (nord)
- Jasper County (est)
- Orange County (sud-est)
- Jefferson County (sud)
- Liberty County (sud-ovest)
- Polk County (nord-ovest)

### Aree protette
- Big Thicket National Preserve (parzialmente)